# Yuhanna ibn Masawaih

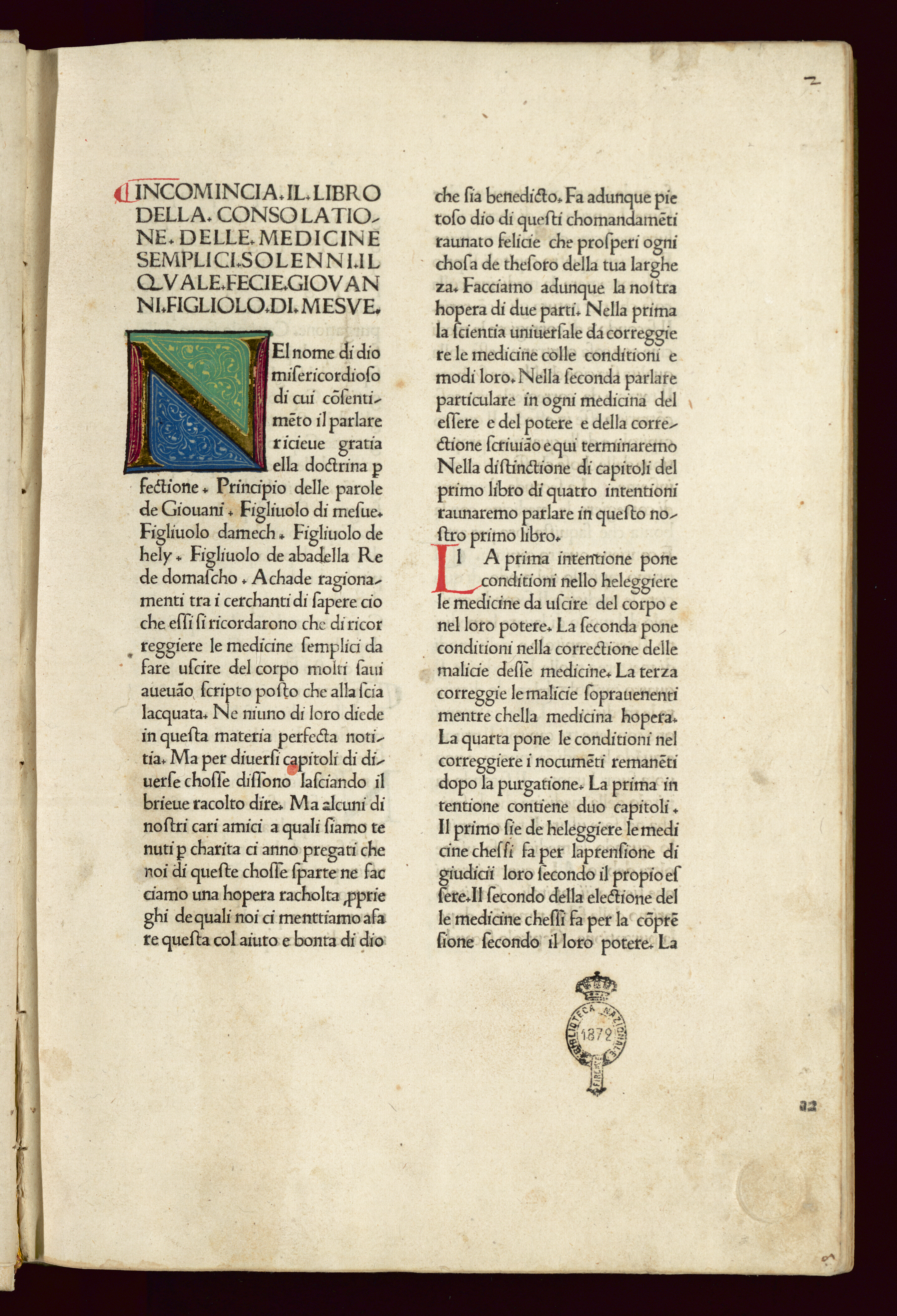
De consolatione medicinarum, 1475

Yuhanna ibn Masawaih (vollständig Abu Zakarīyā Yūḥannā ibn Māsawaih, kurz auch persisch ابن ماسویه Ibn Masawaih, DMG Ibn Māsawaih), deutsch (Johannes) Mesuë der Ältere, latinisiert auch Johannes Mesue (senior) (* um 777 in Khuz bei Ninive; † 857 in Samarra), war ein syrischer Arzt und Schriftsteller persischer Abstammung. Er war Übersetzer griechischer Autoren und Verfasser unter anderem eigener „Aphorismen“ und zählt gemäß Zekert zu den Vertretern der ersten Periode der arabischen Medizin.

## Leben
Yuhanna ibn Masawaih (auch Jūhannā/Yaḥyā ibn Māsawaih usw.), im Deutschen bekannt als Johannes Mesuë der Ältere, war nestorianischer Christ, stammte aus einer Familie von Ärzten in Gundischapur (Persien) und war der Sohn von Abū Yūḫannā Māsawaih. Er studierte bei Gabriel ibn Bochtischu, dessen Nachfolger er später wurde, und bei Isho bar Nun (823–828), dem späteren Katholikos. Er wurde von Kalif Hārūn ar-Raschīd zum Leiter eines Krankenhauses berufen und diente auch dessen Nachfolgern al-Ma'mun, al-Mutasim, al-Wathiq und al-Mutawakkil. Von al-Ma'mun wurde er mit der Leitung der Übersetzungstätigkeiten vom Griechischen ins Arabische im Haus der Weisheit in Bagdad betraut, eigene Übersetzungen Yūhannās sind jedoch nicht überliefert.
Sein populärstes Werk, die Axiome der Medizin, eine Sammlung von 132 Aphorismen, die die Abhängigkeit der körperlichen von der seelischen Verfassung betont, wurde in lateinischer Übersetzung auch im lateinischen Westen verbreitet und wurde in den lateinischen Frühdrucken Johannes von Damaskus (lateinisch Johannes Damascenus) zugeschrieben (worauf vermutlich eine von Ärzteabbildungen umgebene  Darstellung des Heiligen Johannes von Damaskus im Mailänder Dom beruht). Daneben sind zahlreiche weitere medizinische Schriften, z. T. nur in Fragmenten, erhalten.
Ihm wurde auch ein Grabadin genanntes medizinisches Rezeptbuch zugeschrieben.

## Werkausgaben
- Opera. Venedig: Peregrino Pasquale, 1489–1491. Digitalisierte Ausgabe der Universitäts- und Landesbibliothek Düsseldorf
- Opera. Venedig: Bonetus Locatellus für Octavianus Scotus, 31. III. 1495. (Digitalisat)
- Joannis Mesuae Opera. Cum Mundini Honesti Manardi et Sylvii observationibus. Hic accessere Plantarum imagines atque item Joannis Costaei Annotationes. Reliqua vero quae cum Mesue operibus exire solent in aliud volumen coniecimus. Junta, Venedig 1581.
- Ioannis Mesuae Opera. Venetiis: Iunta, 1623. (Digitalisat)
- Joannes Mesue, Antidotarium. Bertocchi, Venedig 1484.